# Siedlung (Wittighausen)
Siedlung ist ein Wohnplatz auf der Gemarkung des Ortsteils Poppenhausen der Gemeinde Wittighausen im Main-Tauber-Kreis im fränkisch geprägten Nordosten Baden-Württembergs.

## Geographie

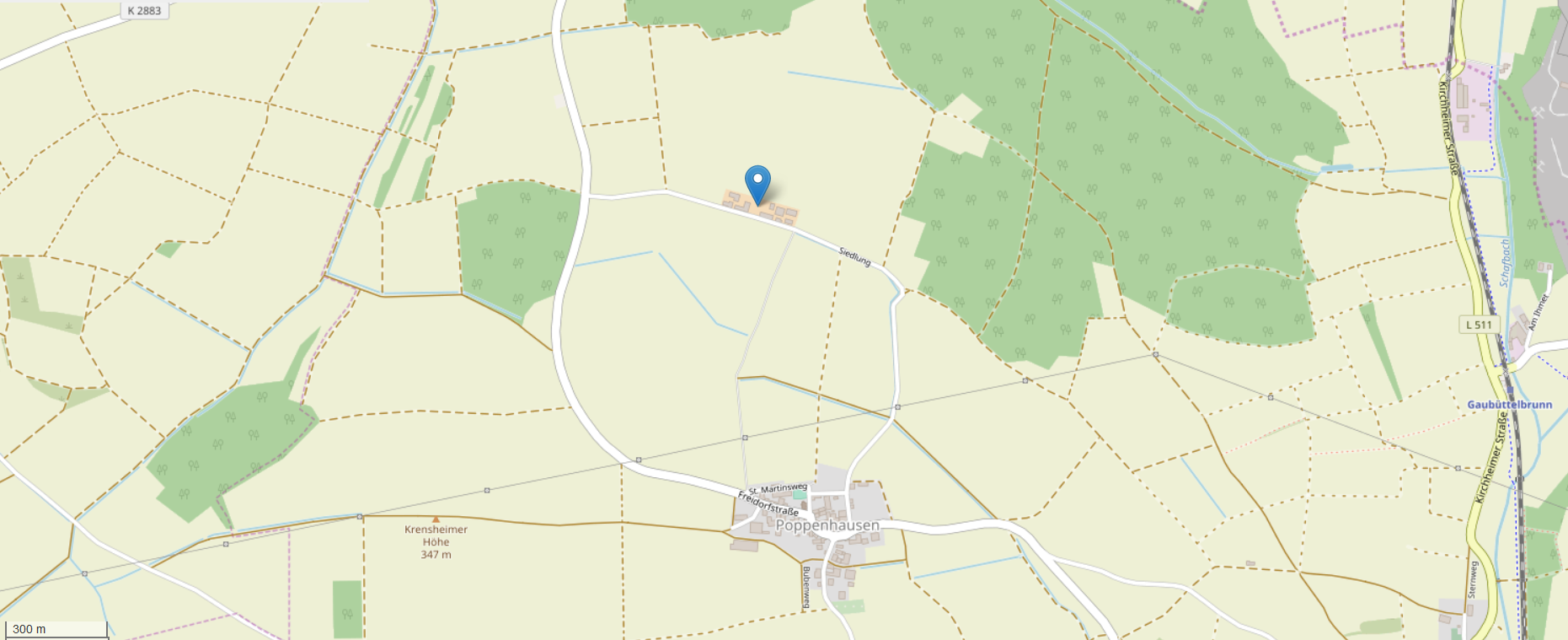
Lage der Siedlung

Der Wohnplatz Siedlung liegt etwa ein Kilometer nördlich des Wittighäuser Ortsteils Poppenhausen. Weitere Orte in der Umgebung sind Krensheim nach etwa vier Kilometern im Westen, Ilmspan nach etwa vier Kilometern im Nordwesten und Oberwittighausen nach etwa drei Kilometern im Südosten.

## Geschichte
Auf dem Messtischblatt Nr. 6324 „Grünsfeld“ von 1932 war der heutige Wohnplatz noch unbesiedelt. Der Wohnplatz Siedlung kam als Teil der ehemals selbständigen Gemeinde Poppenhausen am 1. Januar 1972 zur Gemeinde Wittighausen.

## Kulturdenkmale
Kleindenkmale in der Nähe des Wohnplatzes sind in der Liste der Kulturdenkmale in Poppenhausen erfasst.

## Verkehr
Der Wohnplatz Siedlung ist über einen von der K 2882 in östlicher Richtung abzweigenden Wirtschaftsweg zu erreichen. Daneben führt noch ein vom Ortsteil Poppenhausen in nördlicher Richtung abzweigender Weg bis zum Wohnplatz, an dem sich die gleichnamige Straße Siedlung befindet.